# Cantó de Llemotges Ciutat
El cantó de Llemotges Ciutat és un cantó francès del departament de l'Alta Viena, situat al districte de Llemotges. És format per part del municipi de Llemotges.

## Municipis
- Llemotges

## Història
| Data d'elecció                           | Identitat               | Partit | Qualitat |
| ---------------------------------------- | ----------------------- | ------ | -------- |
| 1970-1976                                | Alphonse Denis          | PCF    |          |
| 1976-1988                                | Alain Rodet             | PS     |          |
| 1988-1993                                | Paul Parbelle           | PS     |          |
| 1993-1994                                | Alain Marsaud           | UMP    |          |
| 1994-2001                                | Philippe Pauliat-Defaye | UDF    |          |
| 2001-                                    | Claude Bourdeau         | PS     |          |
| les dades anteriors no són pas conegudes |                         |        |          |
|                                          |                         |        |          |

## Demografia
| 1962 | 1968 | 1975 | 1982 | 1990 | 1999 | 2006  |
| ---- | ---- | ---- | ---- | ---- | ---- | ----- |
| -    | -    | -    | -    | -    | -    | 8.432 |